# Федько Тамара Іванівна
Тамара Іванівна Федько (нар. 7 березня 1958, село Георгіївка Верхньорогачицького району Херсонської області) — українська діячка, виконувач обов'язків голови Херсонської обласної ради (2014—2015 рр.).

## Життєпис
У 1977—1989 роках — вчитель історії у Верхньорогачицькому районі Херсонської області. Член КПРС.
У 1985 році закінчила Одеський державний університет імені Мечникова за спеціальністю історія. Здобула кваліфікацію історика, викладача історії та суспільствознавства.
У 1989—1991 роках — інструктор Верхньорогачицького районного комітету КПУ Херсонської області.
У 1991—1992 роках — на відповідальній роботі у виконавчому комітеті Верхньорогачицької районної ради народних депутатів Херсонської області. У 1992—2002 роках — заступник, 1-й заступник голови Верхньорогачицької районної державної адміністрації Херсонської області.
Член Партії регіонів. Заступник голови Херсонської обласної організації Партії регіонів.
25 квітня 2002 — 22 лютого 2005 року — голова Верхньорогачицької районної державної адміністрації Херсонської області.
У 2005—2006 роках — заступник голови правління ВАТ «Електромаш» із управління персоналом у місті Херсоні.
У 2006 році закінчила Національну академію державного управління при Президентові України за спеціальністю управління суспільним розвитком, здобула кваліфікацію магістр управління суспільним розвитком.
У 2006—2010 роках — заступник керівника виконавчого апарату, керуюча справами Херсонської обласної ради.
У 2010—2015 роках — 1-й заступник голови Херсонської обласної ради.
27 лютого 2014 — 4 грудня 2015 року — виконувач обов'язків голови Херсонської обласної ради.

## Нагороди
- медаль «За працю і звитягу» (2004)[3]